# Coregonus ussuriensis
Coregonus ussuriensis es una especie de pez de la familia Salmonidae en el orden de los Salmoniformes.

## Morfología
Los machos pueden llegar alcanzar los 60 cm de longitud total y 1.200 g de peso.

## Distribución geográfica
Se encuentra en el territorio de la antigua URSS y China.

## Longevidad
Puede vivir hasta 10 años.